# Johan Gustaf Wahlbom
Johan Gustaf Wahlbom, född 7 januari 1724 i Svennevads socken i Närke, dog 25 januari 1808 i Kalmar, var en svensk läkare och naturforskare och en av Linnés lärjungar. 

## Biografi

### Studier och karriär
I Uppsala, där Wahlbom inskrevs som student 1744, drogs han till Linnés lärostol och beslutade sig för att bli läkare. På grund av Wahlboms goda studieresultat ville kalmarborna gärna ha honom som provinsialläkare. Promoverad till medicine doktor 1751, utsågs han emellertid av Collegium medicum till innehavare av den då i huvudstaden nyss inrättade professuren i anatomi och kirurgi, varefter han för sin vidare vetenskapliga utbildning företog en utrikes resa, under vilken han i Berlin med stor flit och ihärdighet ägnade sig åt studier i anatomi. Vid hans återkomst till Sverige 1753 hade en formell ansökan inkommit från Kalmar län om att få honom till provinsialläkare och med anledning av denna begäran avsade han sig professuren i Stockholm och antog provinsialläkarebefattningen i Kalmar. Här verkade Wahlbom till 1794, då han vid sitt avsked erhöll titel och värdighet av konungens förste livläkare. Wahlbom hade 1755 fått assessors fullmakt och blev 1757 ledamot av Vetenskapsakademien. 1767 uppfördes han på förslag till professuren i anatomi och medicin i Uppsala. Han blev Jubeldoktor vid medicine doktorspromotionen 1804. 

### Verksamhet
Wahlboms mångåriga verksamhet som läkare i Kalmar utmärktes förutom det sätt varpå han utövade det praktiska av sitt yrke också av den omvårdnad han ägnade åt befolkningens upplysning i hälsovård. Bland hans vetenskapliga skrifter är den främsta hans så kallade Underrättelser, små populära uppsatser, som han vid farsoter eller annars lät genom länsstyrelsen och prästerskapet sprida bland befolkningen. Åt hans minne som vetenskapsman, lät Linné ge en fjäril det latinska namnet Tortrix Wahlbomii och Thunberg gav åt en av sina upptäckta blommor namnet Wahlbomia indica.

## Familj
Johan Gustaf Wahlboms var son till bruksägaren Johan Wahlbom och Anna Margaretha Ryning.
Wahlbom gifte sig 1757 med Elisabeth Kristina Björnstjerna (dotter till biskopen Magnus Beronius). Wahlbom var farfar till generalen Magnus Johan Björnstjerna och till konstnären Carl Wahlbom.